# Elbek
Elbek est un khagan (grand-khan) khoubilaïde des Mongols (v. 1360 - 1399). En 1392, il succède à son frère Engke. Ugetchi, roi des Kergud (Kirghiz), tente d’établir son hégémonie sur les mongoles et, avec le soutien de la Chine des Ming, se révolte contre l’empereur Elbek, détrôné et tué. Ugetchi s’empare de Karakorum et du pouvoir central en 1399. Peu de temps après son avènement, il est vaincu par Arouktaï, roi des Ossètes, et Ma-ha-mou, roi des Oïrats.
Il succède à Engke Khan, et est remplacé par Gün Temür Khan.

## Règne
Durant son règne, les Oirats commencèrent à contester ouvertement l'autorité de la famille Borjigin et la dynastie Ming repoussa les invasions des Yuan du Nord. Elbeg fut accusé d'être responsable de tout ce qui n'allait pas.
Elbeg chassait avec Khuuhai Dayuu et vit du sang de lièvre sur la neige fraîchement tombée. Il réfléchit : « Existe-t-il une dame avec un visage blanc comme neige et des joues rouges comme du sang ? Khuuhai a répondu : "Je connais une si belle dame. Il vous est interdit de la voir, car c'est Oljeitu, la femme de votre fils." Le Khan ordonna à Khuuhai de lui amener la dame. Lorsque le Khuuhai informa la princesse de la convocation, elle fut très en colère, car elle connaissait les mauvaises intentions dans le cœur du Khan. Elle a refusé d'y aller. Le Khan tua alors son fils Duurentemur et emmena sa belle-fille. Il en a fait son épouse. Mais Khuuhai a également été tué par Elbek Khan.
Pour empêcher les hostilités de la famille de Khuuhai Dayuu, il a donné sa fille Samur Gunj en mariage au fils de Khuuhai Dayuu, Batula.
Ugetchi Khashikha, qui était alors le dirigeant des Oirads, a résisté à la décision du Khagan de nommer un nouveau dirigeant sur ses vassaux. Il persuada Batula que le violent khan qui avait tué ses propres parents n'était pas apte à devenir empereur. Batula voulait aussi venger la mort de son père.
En 1399, Elbeg Nigülesügchi Khagan fut vaincu par les Quatre Oirats et tué par leurs dirigeants, Ugetchi Khashikha et Batula. Selon Saghang Sechen, sa couronne a été remplacée par son fils aîné Gün Temür Khan après sa mort. Allié à Kobeguntai, l'époux principal du défunt khan, jaloux du problème d'Elbeg avec Oljeitu, Ugetchi Khashikha s'empara de son harem et de toutes ses propriétés.

## Famille
De son épouse Kobeguntai, on lui connait trois fils et une fille :
- peut-être Gun Temur Khan (v.1377 - 1402), son successeur;
- Oldjai Témur (1379 - 1412), empereur mongol en 1408;
- Durentumur (v.1380 - av.1399), grand-père de Taisun Khan;
- Samur Gunj (v.1385 - v.1455) épouse de Batula, aristocrate Oïrats[2].

### Sources
- L'Empire des steppes, Attila, Gengis-Khan, de René Grousset